# Революционный директорат 13 марта

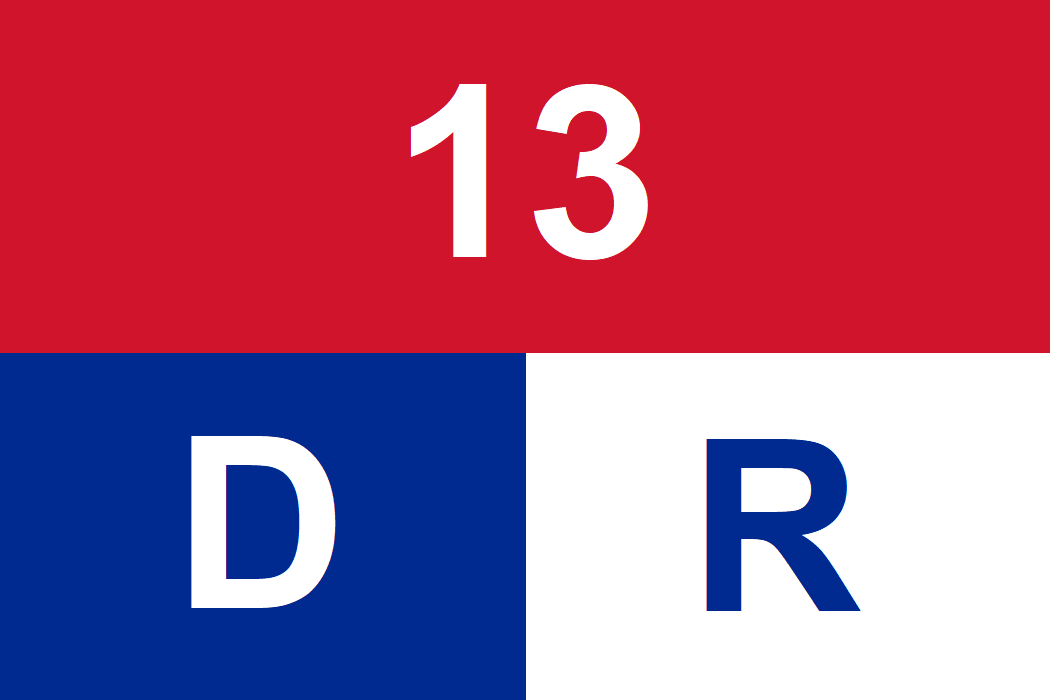

Революционный директорат 13 марта (исп. Directorio Revolucionario 13 de marzo) — кубинская студенческая революционная организация, боровшаяся с диктатурой Батисты. Была основана 24 февраля 1956 г. как Революционный студенческий директорат (DRE).
13 марта 1957 г. в Гаване Революционный директорат поднял неудачное восстание, пытаясь захватить радиостанцию, университет и президентский дворец. Большинство восставших погибли в бою с армией и полицией. В честь этих событий Революционный директорат изменил своё название добавив к нему дату восстания.
Организация, ставила перед собой следующие задачи:
1. Захватить дворец президента и уничтожить диктатора Батисту;
2. Создать вооруженную народную полицию;
3. Захватить радиостанцию Гаваны и сообщить о смерти Батисты;
4. Дать оружие народу Кубы и овладеть военными казармами Гаваны.

Позднее организация объединилась с Движением 26 июля и Народно-социалистической партией Кубы для создания Объединённой партии социалистической революции Кубы (позднее — Коммунистическая партия Кубы).
В 1960 году ряд членов группы, протестовавший против визита А. И. Микояна, откололся от Коммунистической партии Кубы и ушёл в оппозицию к Кастро (протестовавших студентов исключили из университета). Позднее его члены бежали в США, где получили поддержку от ЦРУ и планировали свои операции по ликвидации Кастро. В 1963 году эта группа получала от ЦРУ 25 тысяч долларов США ежемесячно; после убийства президента Кеннеди она пыталась вынудить США напасть на Кубу, распространяя слухи о причастности Кастро к покушению. В декабре 1966 года противники Кастро после безуспешных попыток свергнуть коммунистическую власть объявили о самороспуске своего Директората. Некоторые активисты и сторонники DRE — например, Элой Гутьеррес Менойо, Освальдо Рамирес, Порфирио Рамирес — участвовали в антикоммунистическом повстанческом движении 1960-х годов.